# Allt om trädgård
Allt om trädgård är en tidskrift om trädgårdsskötsel som grundades 1993 och ges ut av Bonnier Magazines & Brands. Tidningen finns i Danmark under namnet Alt om Haven och i Norge som Haven for alle.
Tidningen har sedan starten 1993 varit marknadsledande. De ökande upplagorna av tidskriften har gått hand i hand med det växande trädgårdsintresset.